# Artur Kolb

Artur Kolb

Artur Kolb (* 15. April 1895 in Nürnberg; † 22. April 1945 in Hirschau) war ein deutscher Zahnarzt und Nationalsozialist.

## Leben
Als Sohn eines Lehrers besuchte Kolb die Volksschule in Nürnberg und Gymnasien in Erlangen und Nürnberg. Nach dem Abitur immatrikulierte er sich am 27. Oktober 1914 an der Friedrich-Alexander-Universität Erlangen für Klassische Philologie. Am 20. November 1914 wurde er Fuchs im Corps Baruthia. Nach vier Semestern wechselte er zur Zahnmedizin. Als erster Bayreuther nach dem Ersten Weltkrieg wurde er am 4. Dezember 1918 recipiert. 1919 schloss er das Studium mit dem Staatsexamen ab. 1920 wurde er in Erlangen zum Dr. med. dent. promoviert. 1921 ging er als niedergelassener Zahnarzt in die Oberpfalz, zunächst nach Grafenwöhr, 1927 nach Amberg.
Während des Ersten Weltkrieges war Kolb an der Kieferschussstation in Erlangen tätig. Nach dem Krieg nahm Kolb nach eigenen Angaben an der Niederschlagung der kurzlebigen Bayerischen Räterepublik in Nürnberg teil. Mit der Erlanger Studentenkompagnie beteiligte er sich im März 1920 am Kapp-Putsch. Nach dessen Scheitern wandte sich Kolb der völkischen Bewegung zu. Er wurde zunächst Mitglied des Deutschvölkischen Schutz- und Trutzbundes. Zum 15. Juli 1926 trat er in die NSDAP ein (Mitgliedsnummer 40.460). Als Mitglied der Sturmabteilung (SA) übernahm er die Aufgaben des Adjutanten eines Standartenführers. In der Partei war er u. a. Reichsredner und zahnärztlicher Gaufachberater. Über die ganze Zeit des Nationalsozialismus, von März 1933 bis zu seinem Tod im April 1945, saß Kolb für den Wahlkreis 25 als Abgeordneter der NSDAP im Reichstag. Er leitete ab 1933 die bayerische Landesstelle der Kassenärztlichen Vereinigung Deutschlands und den Landesverband der Zahnärzte. Er engagierte sich im Nationalsozialistischen Deutschen Ärztebund und im Reichsbund der Kinderreichen, der ihn mit dem Ehrenführerring und dem Ehrenzeichen auszeichnete. Als er im April 1945 als Kreisleiter die Kapitulation und Übergabe Ambergs verweigerte, wurde er (eine Woche nach seinem 50. Geburtstag)  von Soldaten der United States Army erschossen.

## Schriften (Auswahl)
- Der Kreisfilm, ein beachtliches Propagandamittel. In: Unser Wille und Weg, 1939, S. 206f.